# Time After Time (película de 1979)
Time After Time (en Latinoamérica, Escape al futuro; en España, Los pasajeros del tiempo) es una película de ciencia ficción de 1979 inspirada en la novela de H. G. Wells La máquina del tiempo, también de ciencia ficción. La película fue dirigida por Nicholas Meyer y contó con la actuación de Malcolm McDowell, David Warner y Mary Steenburgen.

## Trama
El protagonista de la película es el mismo H. G. Wells (interpretado por Malcolm McDowell), que inventa, al final del siglo XIX, una verdadera máquina del tiempo. Pero la máquina es utilizada por un psicópata médico de alto nivel, el famoso criminal Jack el Destripador (interpretado por David Warner), que la utiliza para escapar al futuro.
Wells, al sentirse responsable de una tragedia potencial (que Jack podría «contaminar» el futuro, que el mismo Wells imagina como una utopía libre de violencia y del mal) parte en busca del peligroso asesino, y llega hasta el año 1979.
Con la ayuda de una empleada de banco (interpretada por Mary Steenburgen), Wells podrá matar al Destripador, pero no antes de darse cuenta de que el futuro no es como había imaginado. 
Es significativa la escena en la que Jack el Destripador muestra a H.G. Wells la violencia representada en un informativo de la TV, y le dice esto:  

«La violencia de este mundo ha superado incluso la mía. En nuestra época yo era considerado como un monstruo; aquí, ahora, se me consideraría un mero principiante.»

## Reparto
- Malcolm McDowell - Herbert George Wells
- David Warner - John Leslie Stevenson/ Jack el Destripador
- Mary Steenburgen - Amy Robbins
- Charles Cioffi - Teniente Mitchell
- Kent Williams - Asistente
- Patti D'Arbanville - Shirley
- Andonia Katsaros - Sra. Turner
- Joseph Maher - Adams
- James Garrett - Edwards
- Laurie Main - Inspector Gregson

## Premios
En 1980, la película ganó el gran premio en el Festival Internacional de Cine Fantástico de Avoriaz.

## Curiosidades
- Mary Steenburgen es también protagonista de otra famosa aventura en el tiempo; es Clara Clayton la cual se enamora del profesor Doc Emmett L. Brown en Back to the Future Part III.
- Nicholas Meyer es también el director de las películas II y VI de Star Trek y guionista del cuarto episodio cinematográfico Star Trek IV: misión: salvar la Tierra.
- Se ha hecho un remake en forma de serie de televisión con el mismo nombre que se empezó a emitir el 5 de marzo de 2017 por la cadena de televisión American Broadcasting Company (ABC).